# Meskalin
Meskalin eller 3,4,5-trimethoxyphenethylamin er et psykoaktivt stof med hallucinogen effekt, der enten syntetiseres eller udvindes af elefantfodkaktussen (Lophophora williamsii) eller et par andre kaktusser. Stoffet blev først isoleret i 1897 af tyskeren Arthur Hefter og blev syntetiseret i 1919.

## Anvendelse
En række amerikanske indianske kulturer, og i særlig grad den mexicanske Huichol-stamme, er kendt for at have brugt et peyote-ekstrakt med en sådan hallucinogen effekt i deres religiøse ceremonier. Virkningen af stoffet er beskrevet af den britiske forfatter Aldous Huxley i hans bog fra 1954 "The Doors of Perception".

## Popkultur
Den amerikanske 60'er-gruppe The Doors fik sit navn fra Aldous Huxleys bog med samme titel.
Rockgruppen Gasolin har lavet et nummer med titlen Laphophora Williamsii.